# コ・セウォン
コ・セウォン（高世元、1977年12月13日～）は大韓民国の映画俳優でありタレント。
KBS公債タレント19機で檀国大学演劇映画科を入学し、コ・セウォンは14年ぶりの2010年2月18日、歌手海(チェ・ソンヒ)と共に33歳の遅刻で学士学位を受けた。 一緒に学士学位を受けた海（チェ・ソンヒ）には12年ぶりの学位授与式だった。
コ・セウォンはミュージカル《あ！ あなたが眠っている間で主人公にキャストされた。 ミュージカルで懐かしいが、俗精深い意思『ドクターリー』とマルチマンで出演するコ・セウォンはこれまでミュージカル『壁を突く男』、『アイラブ・ユ』、『キム・ジョンウク探し』などで実力を認められた俳優である。 テレビ側では10年余り行った「詰め込まれたヨンエさん」のキム・ヒョクギュ（パクギュ）役で多くの愛を受け、毎日ドラマでは女主人公と恋に落ちるロマンチックな役割でよく出演して人気を集めた。

## ミリタリーサービス
コ・セウォンは朴賛浩（パク・チャンホ）軍隊調教をしたと朴賛浩との縁を聞かせた。 1999年から2000年8月まで忠南姫陸軍32師団新兵教育隊で助教として服務した。 を受けたということだ。 ある日はラーメン沸騰したお湯でラーメンをあきらめてパク・チャンホのウエスト蒸しをしてくれたという話も聞かせた。

## 学歴
- Guryong 中学校卒業
- 桂園芸術高校演劇映画科卒業
- 檀国大学演劇映画学科卒業

## 映画一覧

### ドラマ
- 危険な約束 (KBS2, 2020)
- The Last Empress (SBS, 2018)
- キム秘書はいったい、なぜ? (tvN, 2018)
- The Love Is Coming (SBS, 2016)
- Dodohara (SBS Plus, 2014)
- A Better Tomorrow (YouTube/NaverTV Cast, 2014)
- Mother's Garden (MBC, 2014)
- Crazy Love (tvN, 2013)
- The Moon and Stars for You (KBS1, 2012)
- Living in Style (SBS, 2011-2012)
- The Woman from the Olle Road (KBS2, 2011)
- You Don't Know Women (SBS, 2010)
- Three Sisters (SBS, 2010)
- Cinderella's Stepsister (KBS2, 2010)
- Three Brothers (KBS2, 2009-2010)
- Life Special Investigation Team (MBC, 2008)
- Five Men and a Baby Angel (Mnet, 2008)
- Ugly Miss Young-ae (tvN, 2007–14)

### 映画
- Red Family (2013)
- Mai Ratima (2013)
- Perfect Game (2011)
- Boy (2011)
- A Friend in Need aka Yeouido (2010)

## ミュージカル
- Finding Kim Jong-wook (2012)
- Sherlock Holmes: The Musical (2012)
- Oh! While You Were Sleeping (2010)
- I Love You (2009)
- Finding Kim Jong-wook (2009)
- The Rocky Horror Show (2008)
- Love in Cappuccino (2007)
- Le Passe-Muraille (2006)

## テレビ番組
- 2008年 Mnet 《五人の男と赤ちゃん天使》
- 2015年 KBS 2「私たちの町の芸能」
- 2016年 SBS《ジャングルの法則》
- 2017年 MBC エブリワン 《痛いキャンプ》
- 2018年 MBC《ミステリー音楽ショー復面歌王》

## CM
- LGテレコム - 航空マイレージ便
- ネクソン - 言行一致
- Flower TV

## 広報大使
- 2012年ソウル市誘導会広報大使

## 受賞歴
| 年   | 授賞式                      | 部門                         | 作品           | 結果       |
| ---- | --------------------------- | ---------------------------- | -------------- | ---------- |
| 2012 | 第1回エイパンスターアワード | ファッショニスタ賞           |                | 受賞       |
| 2016 | SBS演技大賞                 | 長編ドラマ部門男子特別演技賞 | 愛が来ます     | ノミネート |
| 2017 | MBC演技大賞                 | 連続劇部門男性最優秀演技賞   | 帰ってきた復讐 | 受賞       |
| 2020 | KBS演技大賞                 | 毎日ドラマ部門男優秀賞       | 危険な約束     | ノミネート |